# Milenko Vilicic
Milenko Antun Vilicic Karnincic (Punta Arenas, 9 de marzo de 1932-Santiago, 4 de julio de 1993) fue un dirigente gremial y político chileno de ascendencia croata, militante del Partido Demócrata Cristiano (PDC). Desde marzo de 1990 hasta su fallecimiento en julio de 1993 ejerció como diputado por el distrito N.° 60.

## Biografía
Sus estudios secundarios los realizó en el Instituto Don Bosco y en el Instituto Comercial de su ciudad natal.
A temprana edad se dedicó a trabajar en el área del transporte; por esta razón ocupó importantes cargos directivos en este gremio. En 1970 se desempeñó como presidente del Sindicato de Dueños de Camiones de Punta Arenas (SDCPA). Más adelante, en 1983, presidió el Tribunal del Transporte. Luego, desde 1984 hasta 1985 asumió como director nacional de Transportes Internacionales y como presidente de la Asociación Gremial de Camioneros de su ciudad natal. Simultáneamente, integró la Asamblea de la Civilidad, donde tuvo una destacada participación dentro de la región.
Se casó con María Rasmussen y tuvieron cuatro hijos.

## Trayectoria política

### Diputado
En las elecciones parlamentarias de 1989 postuló como candidato a diputado independiente en el pacto Concertación de Partidos por la Democracia (apoyado por el Partido Alianza de Centro), por el Distrito N.° 60 (comunas de Natales, Torres del Paine, Punta Arenas, Río Verde, Laguna Blanca, San Gregorio, Porvenir, Primavera, Timaukel, Navarino y Antártica); su postulación se debió, más que nada, a su preocupación por los afiliados al gremio del transporte.
Fue elegido para el XLVIII periodo legislativo (1990-1994). Integró la Comisión Permanente de Obras Públicas, Transportes y Telecomunicaciones; y de la de Agricultura, Desarrollo Rural y Marítimo. El 28 de diciembre de 1992 ingresó al Partido Demócrata Cristiano (PDC).

### Fallecimiento
Falleció en Santiago el 4 de julio de 1993, en el ejercicio de su cargo; sus restos fueron llevados a su tierra natal, Punta Arenas.

## Historial electoral

### Elecciones parlamentarias de 1989
- Elecciones parlamentarias de 1989 a diputado por el Distrito 60 (Magallanes)[1]